# Alicia Lourteig
Alicia Lourteig, född den 17 december 1913 i Buenos Aires, död den 30 juli 2003 i Buenos Aires, var en argentinsk botaniker som specialiserade sig på harsyreväxter.
Lourteig tilldelades Guggenheim-stipendiet 1951 och 1952.
Auktorsnamnet Lourteig kan användas för Alicia Lourteig i samband med ett vetenskapligt namn inom botaniken; se Wikipediaartiklar som länkar till auktorsnamnet.